# Lantheuil
Lantheuil est une ancienne commune française, située dans le département du Calvados en région Normandie. Devenue le 1er janvier 2017 commune déléguée au sein de la commune nouvelle de Ponts sur Seulles, elle est définitivement supprimée en mars 2020 comme les autres communes déléguées de Ponts sur Seulles

## Géographie
La commune est traversée par deux cours d'eau, la Thue qui se jette dans la Seulles à Amblie, la Gronde venant de Coulombs qui alimente les pièces d'eau du château de Manneville et les deux anciens lavoirs du village avant de se perdre dans la Thue au hameau de Pierrepont.
| Creully                      | Amblie    | Amblie            |
| Creully, Saint-Gabriel-Brécy | Lantheuil | Le Fresne-Camilly |
| Cully                        | Cully     | Le Fresne-Camilly |

## Toponymie
Le nom de la localité est attesté sous les formes Lantieul en 1371, Lantolium au XIVe siècle, Lantieux en 1405 (cartulaire d’Ardennes), Lanthuel ou Lantuel en 1417 (rotuli Normanniæ, sauf-conduit donné par Henri V au seigneur de Creully), Lanteuil en 1640 (cartulaire d’Ardennes).
Le gentilé est Lantheuillais.

## Histoire
Situé à égale distance de Caen et de Bayeux, le village a peut-être été une place de guerre, de même que Vaussieux, où un camp était établi. Depuis le début du XVIIe siècle, la localité entretient des relations étroites avec la famille de Turgot, le château de Manneville étant pendant longtemps un lieu important dans le village. Comme fréquemment dans la région, les hommes sont le plus souvent journaliers, la principale activité étant l'agriculture, ou tailleurs de pierre, tandis que les femmes sont pour la plupart dentellières. Jusqu'en 1790, le domaine de Lantheuil, à l'ouest, est établi en paroisse, tandis que celui de Pierrepont, à l'est, où un couvent laïc a été fondé par un curé de Lantheuil, est une succursale de la paroisse d'Amblie. Ces deux domaines, érigés en communes sont la Révolution,, sont réunis en 1835 par Louis Target, préfet du Calvados. Au XIXe siècle, l'industrie est quasiment absente, à l'exception de deux ou trois fabriques d'allumettes. À la fin du XXe siècle, l'agriculture est moins importante qu'auparavant, la majorité des actifs travaillant sur Caen.

### Juin 1944
L'aérodrome de Lantheuil-Creully fut achevé le 21 juin 1944. Il occupe 190 hectares répartis sur les communes de Lantheuil, Creully et Saint-Gabriel-Brécy. La piste qui s'étend sur 1200 mètres de long et 80 mètres de large accueillera le 143e Wing. Les aviateurs canadiens du 143e Wing de la Royal Canadian Air Force ont élu domicile sur cette base baptisée « base B9 de la R.A.F ».
Le 27 juin 1944, les escadrilles 438, 439 et 440 sont affectées à la base improvisée à Lantheuil, équipés d'avions de chasse et de bombardement de marque Typhoon. Après un séjour de deux mois à Lantheuil, les escadrilles procèdent de l'avant pour finalement aboutir, à la fin de septembre, à Eindhoven, aux Pays-Bas.

### XXIesiècle
Le 1er janvier 2017, Lantheuil intègre avec deux autres communes la commune de Ponts sur Seulles créée sous le régime juridique des communes nouvelles instauré par la loi no 2010-1563 du 16 décembre 2010 de réforme des collectivités territoriales. Les communes d'Amblie, Lantheuil et Tierceville deviennent des communes déléguées et Lantheuil est le chef-lieu de la commune nouvelle. Le 13 février 2020, le conseil municipal vote la suppression des communes déléguées à partir du 23 mars 2020.

## Politique et administration
La commune de Lantheuil fait partie de la communauté de communes Seulles Terre et Mer.
| Période                                  | Période       | Identité                         | Étiquette | Qualité                   |
| ---------------------------------------- | ------------- | -------------------------------- | --------- | ------------------------- |
| 30 mars 1799                             | 1802          | Jean Angot                       |           |                           |
| 25 novembre 1802                         | 1825          | Louis Lelièvre                   |           |                           |
| 25 février 1825                          |               | Charles Le Renard                |           |                           |
|                                          |               |                                  |           |                           |
| 6 janvier 1878                           | 1880          | Emmanuel Brion                   |           |                           |
| 21 janvier 1880                          | 1892          | Jean-Jacques Angot               |           |                           |
| 27 mars 1892                             | 1896          | Eugène de Cussy                  |           |                           |
| 17 mai 1896                              | 1909          | Étienne Dubois de l'Estang       |           |                           |
| 7 avril 1909                             | 1926          | Louis Dubois de l'Estang         |           |                           |
| 15 août 1926                             | 1933          | René Cotel                       |           |                           |
| 2 avril 1933                             | 1939          | Sicaire Gontier                  |           |                           |
| 26 mars 1939                             | 1944          | Henri Chaumont                   |           |                           |
| 22 octobre 1944                          | 1947          | Georges Cuquemelle               |           |                           |
| 31 octobre 1947                          | 1953          | Charles Jacobé de Naurois-Turgot |           |                           |
| 7 février 1953                           | 1971          | Aloÿse Rohrhust                  |           |                           |
| 16 octobre 1971                          | 2006          | Pascal Daubin                    |           |                           |
| 31 mars 2006                             | mars 2008     | Benoît Plancoulaine              | SE        | Enseignant, chercheur     |
| 14 mars 2008                             | décembre 2016 | Gérard Leu                       | SE        | Inspecteur d'enseignement |
| Les données manquantes sont à compléter. |               |                                  |           |                           |

Le conseil municipal était composé de quinze membres dont le maire et deux adjoints.

### Bibliothèque municipale
La bibliothèque a été créée en 1982 par l'Association Loisirs et Culture de Lantheuil (ALCL). Elle s'est installée au 1er étage du local "Poterie" prêté par la municipalité. Elle a été rétrocédée à la commune le 2 avril 2004. Depuis l'adhésion de Lantheuil à la communauté de communes d'Orival, la gestion de la bibliothèque est passée dans la compétence Loisirs et Culture, ce qui a permis de s'ouvrir davantage aux communes environnantes. Elle est entièrement gratuite. Elle est ensuite gérée par la communauté de communes Seulles Terre et Mer à la fusion de plusieurs intercommunalité.

## Démographie
| 1793 | 1800 | 1806 | 1821 | 1831 |
| ---- | ---- | ---- | ---- | ---- |
| 176  | 175  | 164  | 135  | 138  |

L'évolution du nombre d'habitants est connue à travers les recensements de la population effectués dans la commune depuis 1793. À partir du 1er janvier 2009, les populations légales des communes sont publiées annuellement dans le cadre d'un recensement qui repose désormais sur une collecte d'information annuelle, concernant successivement tous les territoires communaux au cours d'une période de cinq ans. 
Pour les communes de moins de 10 000 habitants, une enquête de recensement portant sur toute la population est réalisée tous les cinq ans, les populations légales des années intermédiaires étant quant à elles estimées par interpolation ou extrapolation. Pour la commune, le premier recensement exhaustif entrant dans le cadre du nouveau dispositif a été réalisé en 2008,.
En 2018, la commune comptait 747 habitants, en évolution de +14,75 % par rapport à 2013 (Calvados : +1,58 %, France hors Mayotte : +2,49 %).
| 1793 | 1800 | 1806 | 1821 | 1831 | 1836 | 1841 | 1846 | 1851 |
| ---- | ---- | ---- | ---- | ---- | ---- | ---- | ---- | ---- |
| 423  | 399  | 407  | 416  | 428  | 615  | 537  | 586  | 574  |

| 1856 | 1861 | 1866 | 1872 | 1876 | 1881 | 1886 | 1891 | 1896 |
| ---- | ---- | ---- | ---- | ---- | ---- | ---- | ---- | ---- |
| 550  | 554  | 501  | 482  | 435  | 433  | 404  | 376  | 339  |

| 1901 | 1906 | 1911 | 1921 | 1926 | 1931 | 1936 | 1946 | 1954 |
| ---- | ---- | ---- | ---- | ---- | ---- | ---- | ---- | ---- |
| 346  | 348  | 349  | 273  | 223  | 225  | 222  | 252  | 346  |

| 1962 | 1968 | 1975 | 1982 | 1990 | 1999 | 2008 | 2013 | 2018 |
| ---- | ---- | ---- | ---- | ---- | ---- | ---- | ---- | ---- |
| 345  | 364  | 352  | 505  | 616  | 592  | 664  | 651  | 747  |

## Culture locale et patrimoine

### Château de Manneville
En 1613, Antoine Turgot de Saint Clair acquiert la propriété où son fils, Jacques Turgot, érige le château de style Louis XIII. Quelques années avant la fin du XVIIe siècle, le petit-fils d'Antoine Turgot fait construire les deux ailes en retour qui encadrent le corps central. Depuis le XVIIIe siècle, l'accès au château s'effectue par une avenue d'honneur de 800 mètres environ, bordée d'une double rangée de hêtres tricentenaires pourpres et verts. L'intérieur abrite notamment une coiffeuse en maroquinerie Louis XVI, une pendule de la même époque avec un régulateur et une bibliothèque, où sont conservés de nombreux volumes rares du XVIIIe et XIXe siècles, dont un brouillon de Jacques Turgot acceptant la nomination de contrôleur général des finances. Le corps central est composé d'un pavillon surélevé d'un étage, dont les façades sont en pierre d'Orival. Des pilastres ioniques encadrent les baies du perron donnant accès à la porte-fenêtre. Au-dessus du pavillon central, un campanile abrite la cloche de l'horloge. La toiture à la Mansart percée de lucarnes a été dégradée durant la Seconde Guerre mondiale. Après avoir été occupée par un état-major dès juin 1940, puis pillé, le bâtiment subit quelques dégâts à la suite de l'explosion d'une bombe. Quelques marques de rafales de mitrailleuse ont subsisté sur les murs.
L'ensemble du domaine fait l'objet d'un classement au titre des monuments historiques depuis le 22 décembre 2008.

### Église Sainte-Trinité de Pierrepont
L'église de Pierrepont présente un chevet plat et un clocher-peigne entre la nef et le chœur. Seule la nef est romane. Le côté sud de cette nef est décorée de personnages grotesques, sculptés dans des positions obscènes. Les éléments les plus remarquables de cette nef sont le portail de la façade, un relief présentant deux quadrupèdes se mordant la queue au-dessus d’une fenêtre du mur sud et les modillons sculptés de figures grotesques avec leurs intervalles ornés de damiers. En 1748, une chapelle latérale a été ajoutée au sud. Quelques tombes anciennes sont enterrées dans le pavé. Un office religieux a lieu chaque année le lundi de pentecôte. L'édifice fait l'objet d'une inscription au titre des Monuments historiques depuis le 5 octobre 2001.

### Autres monuments
- L'église Saint-Sylvestre de Lantheuil est du XVIIe siècle.
- Le château de Pierrepont est du XVIIIe.

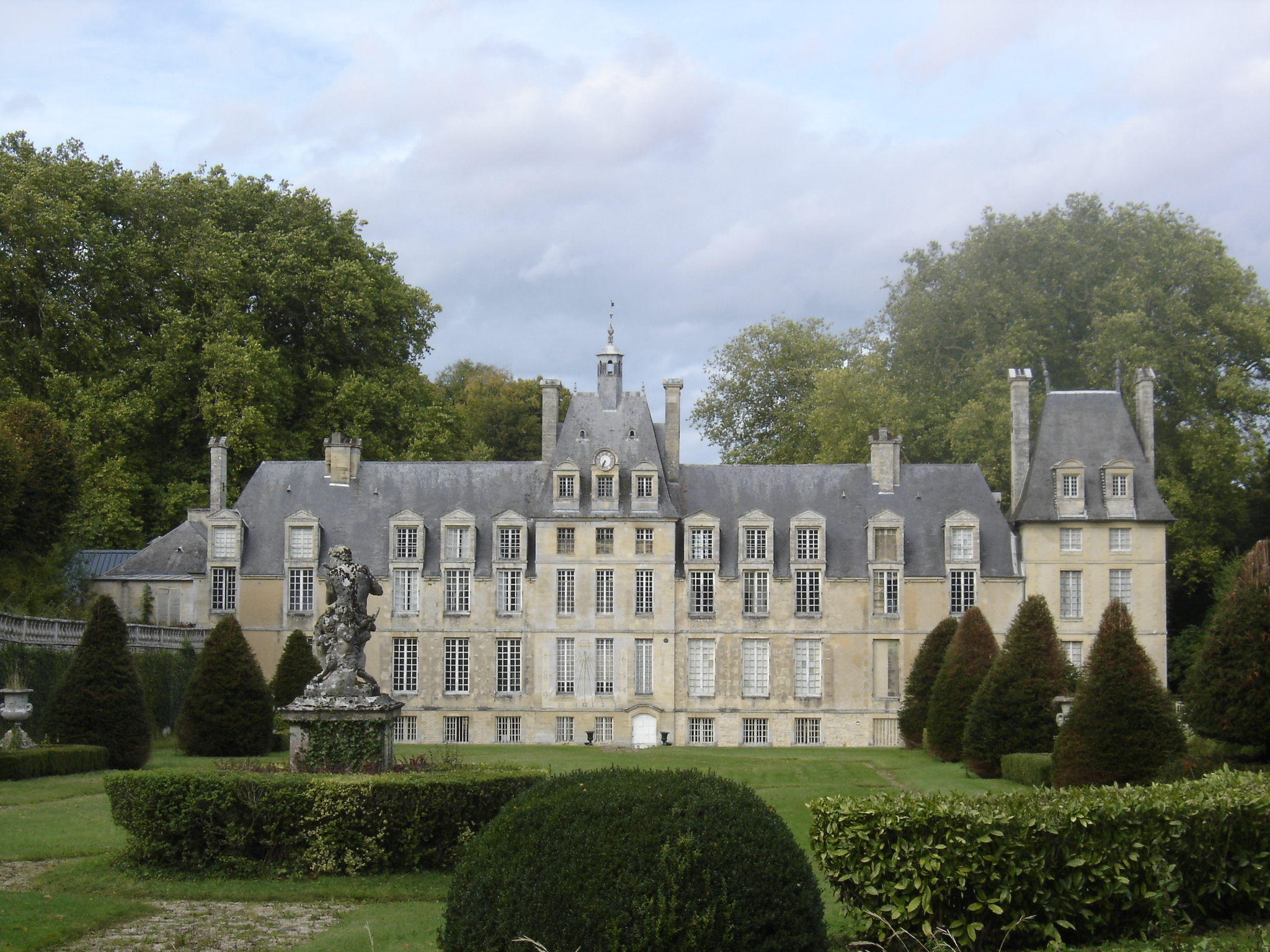
Château de Manneville.
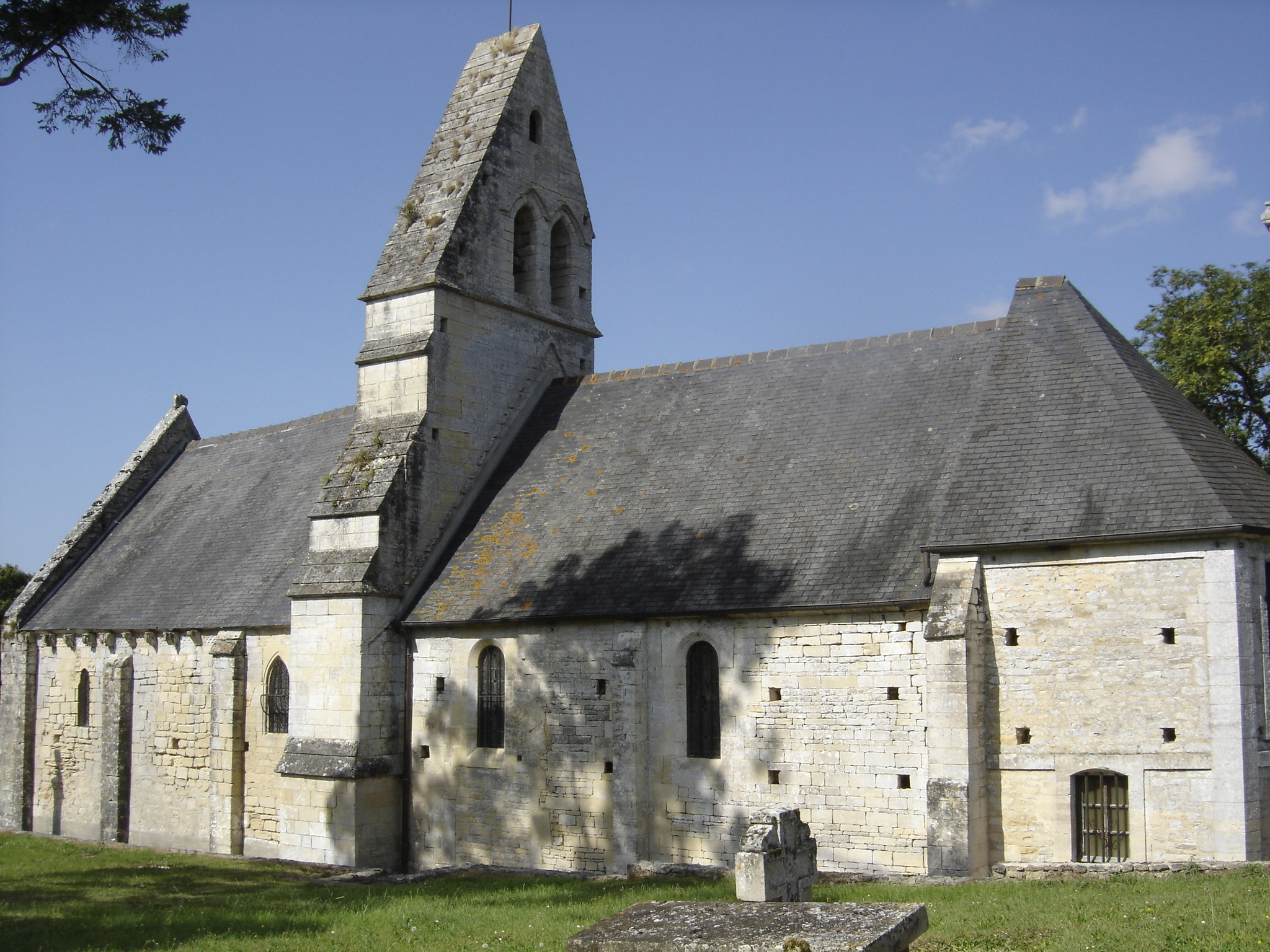
Église de la Sainte-Trinité de Pierrepont.
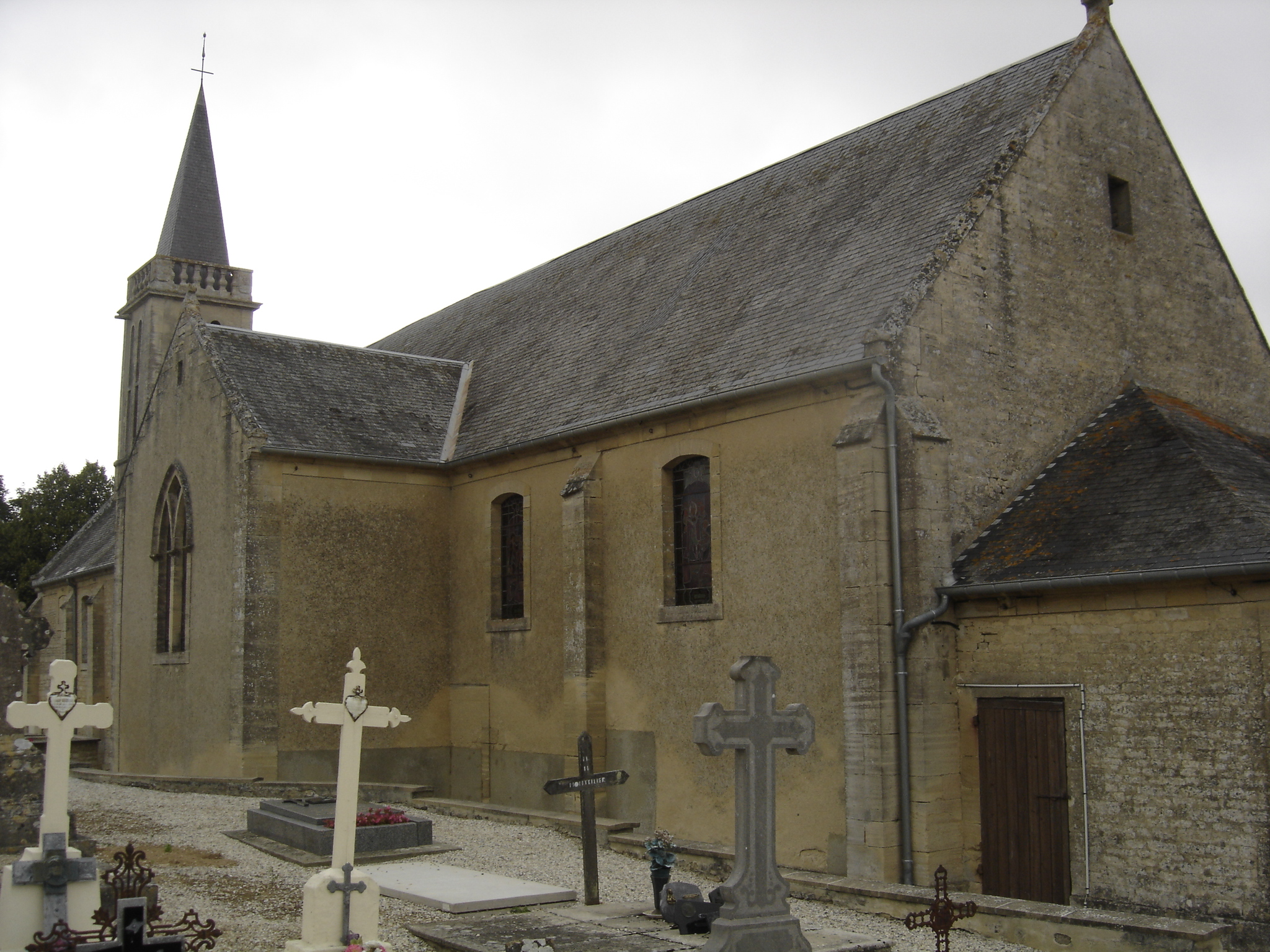
Église Saint-Sylvestre.
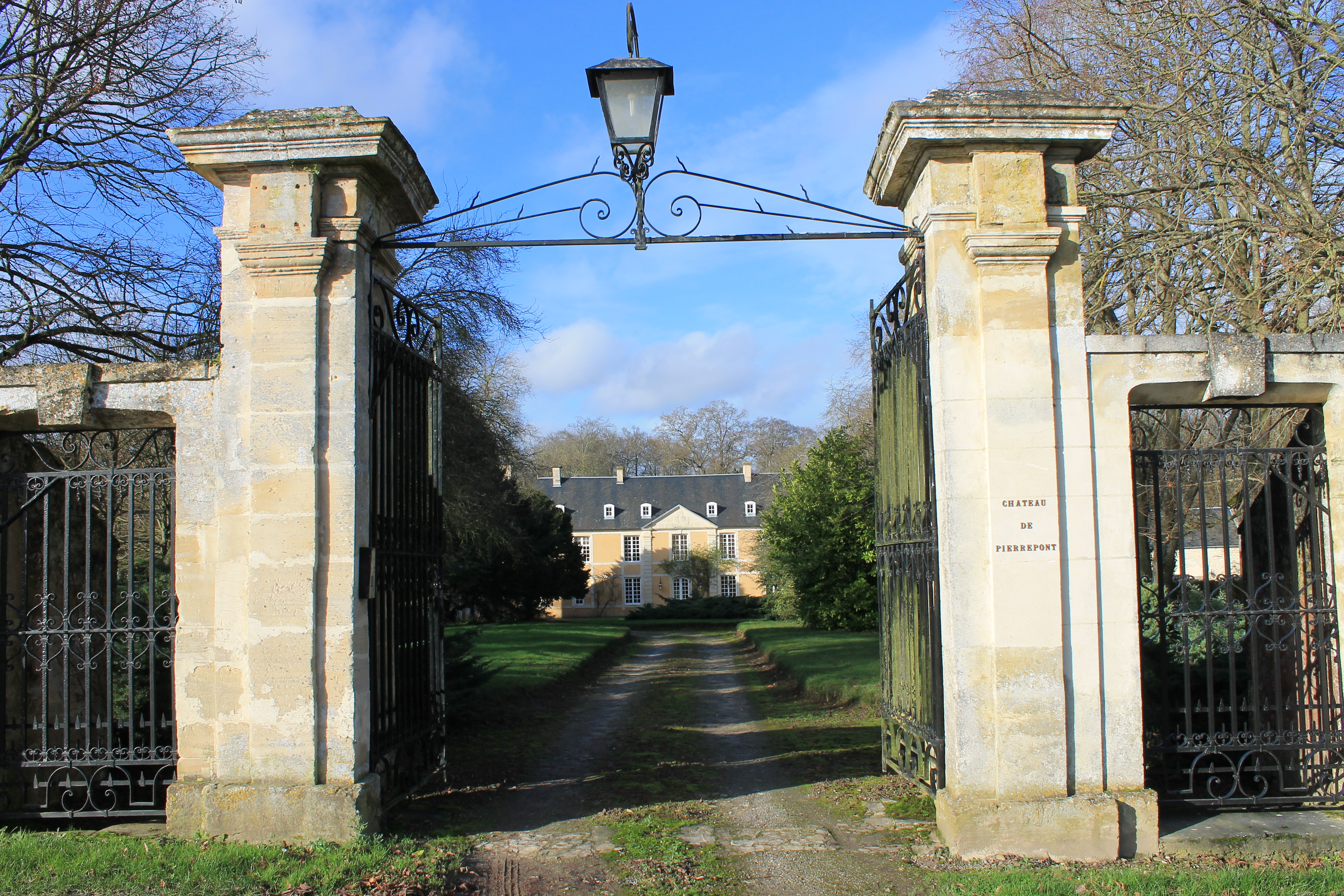
Château de Pierrepont.

### Héraldique
| Blason de Lantheuil | Blason  | Parti : au 1er d’azur à trois trèfles d'or, au 2e d'or au taureau furieux de sable, accorné et onglé du champ, à la jumelle ondée d'argent brochant sur le parti en pointe, le tout sommé d’un chef de gueules chargé d'une losange d'argent surchargée d'une moucheture d'hermine de sable et accostée de deux léopards affrontés d'or, armés et lampassés d'azur. |
| Blason de Lantheuil | Détails | Les deux léopards d'or sur champ de gueules rappellent les armes de la Normandie. Présenté le 11 janvier 2014. |